# Österreichische Badmintonmeisterschaft 1983
Die Österreichische Badmintonmeisterschaft 1983 fand vom 12. bis zum 13. März 1983 in Weiz statt. Es war die 26. Auflage der Badmintonmeisterschaften von Österreich.

## Titelträger
| Disziplin    | Sieger                                |
| ------------ | ------------------------------------- |
| Herreneinzel | Klaus Fischer                         |
| Dameneinzel  | Hertha Obritzhauser                   |
| Herrendoppel | Johann Ratheyser Gerald Hofegger      |
| Damendoppel  | Elisabeth Wieltschnig Ingrid Potocnik |
| Mixed        | Alexander Almer Hertha Obritzhauser   |